# Somerville (Massachusetts)
Somerville ist eine Stadt im Middlesex County im US-Bundesstaat Massachusetts, nördlich von Boston. Der Volkszählung im Jahre 2020 zufolge hatte die Stadt damals 81.045 Einwohner. Mit einer Fläche von nur knapp über 10 km² ist sie die am dichtesten besiedelte Gemeinde in Neuengland.
Gegründet wurde das damals noch überwiegend ländlich geprägte Somerville 1842 durch Loslösung von der Stadt Charlestown.

Der Stadtrat beschloss am 25. Juni 2020, dass auch polyamore Beziehungen rechtlich anerkannt werden können.

## Geographie
Die Stadt hat eine Gesamtfläche von 10,9 km² (4,2 mi²). Hiervon sind 10,6 km² (4,2 mi²) Land- und 0,3 km² (0,1 mi²) Wasserfläche. Der Anteil von Wasser an der Gesamtfläche beträgt 2,61 %.

In Somerville findet man eine Anzahl an Plätzen, die als Zentren von Geschäftstätigkeiten und Unterhaltung gelten, wie z. B. Davis Square, Union Square, Ball Square, Teele Square und Magoun Square. 
Die von Bäumen umsäumte stillgelegte Eisenbahnstrecke führt durch das Herz von Davis Square und nennt sich Somerville Community Path. Die Stadt verfügt über einige Gruppen, wie z. B. der Freunde des Community Paths, die sich darum bemühen, den Minuteman Radweg/Linear Park von seinem Ende an der Cedar Street in Somerville entlang des Charles River-Radwegs bis hin nach Boston auszuweiten.

## Hügel
Die sieben Hügel von Somerville heißen:
- Clarendon Hill
- Cobble Hill
- Ploughed Hill
- Prospect Hill
- Spring Hill
- Walnut Hill
- Winter Hill

## Städtepartnerschaften
Partnerstädte von Somerville  sind:
- Gaeta in der Region Latium in Italien
- Yucuaitquin in El Salvador
- Tiznit in Marokko
- São Miguel auf der zu Portugal gehörenden Azoren-Insel São Miguel

## Söhne und Töchter der Stadt
- Mabel Keyes Babcock (1862–1931), Landschaftsarchitektin
- Andrew C. Berry (1906–1998), Mathematiker
- Hal Clement (1922–2003), Science-Fiction-Schriftsteller
- Hal Connolly (1931–2010), Hammerwerfer
- Matthew B. J. Delaney, Schriftsteller
- Pete J. Dunn (1942–2017), Mineraloge
- Henry Franklin Gilbert (1868–1928), Komponist
- Harold L. George (1893–1986), Luftwaffengeneral
- Nelson Goodman (1906–1998), Philosoph
- Ralph Hepburn (1896–1948), Motorrad- und Automobilrennfahrer
- Alan Hovhaness (1911–2000), Komponist armenisch-schottischer Abstammung
- Henry Kimball Hadley (1871–1937), Komponist und Dirigent
- Jack Hughes (* 1957), Eishockeyspieler
- Howie Long (* 1960), American-Football-Spieler
- Danny Lupo (1972–2016), Eishockeyspieler
- Joseph McCarthy (1885–1943), Liedtexter
- Randal Munroe (* 1984), Comiczeichner
- Bobby Pickett (1938–2007), Sänger („Monster Mash“) und Schauspieler
- Harry Nelson Pillsbury (1872–1906), Schachspieler
- Charles Revson (1906–1975), Kosmetikproduzent und Gründer von Revlon
- Leslie Rich (1886–1969), Schwimmer
- Paul Ryan (1949–2016), Comiczeichner

## Nachweise
1. ↑  www.somervillema.gov. (abgerufen am 30. November 2024).
2. ↑  Somerville city, Massachusetts. Abgerufen am 16. Oktober 2022.
3. ↑  Erste US-Stadt erkennt polyamore Beziehungen an. Abgerufen am 7. Juli 2020 (deutsch).
4. ↑  Ellen Barry: A Massachusetts City Decides to Recognize Polyamorous Relationships. In: The New York Times. 1. Juli 2020, ISSN 0362-4331 (nytimes.com [abgerufen am 7. Juli 2020]).
5. ↑  Website Somerville – sister Cities, abgerufen am 20. Februar 2017